# Societas Rosicruciana in America
Die Societas Rosicruciana in America (SRIA - Rosenkreuzerische Gesellschaft in Amerika) ist eine Abspaltung der Societas Rosicruciana in Civitatibus Foederatis (SRCF), dem amerikanischen Zweig der Societas Rosicruciana in Anglia (ebenfalls SRIA) und wurde 1907 von Sylvester C. Gould gegründet.
Sylvester C. Gould brach mit der SRCF, die wie die SRIA (England) nur für Meistermaurer mit gutem Leumund zugänglich ist, um mit der SRIA (Amerika) einen Initiationsorden zu gründen, der für alle zugänglich ist. Als Sylvester C. Gould im Jahre 1909 starb, übernahm George Winslow Plummer die Leitung der SRIA, der ebenfalls ein ehemaliges Mitglied der SRCF war. Plummer strukturierte die SRIA komplett neu und führte einen Fernkurs ein, den die Neumitglieder per Post zugesandt bekommen, und veröffentlichte das SRIA Korrespondenzsystem in einer Reihe von Buchpublikationen. Hat ein Mitglied den Grundkurs absolviert, kann er sich an eine Ortsloge anschließen, bei denen verschiedene Einweihungen angeboten werden. Diese Struktur war sehr erfolgreich und bescherte zum einen der SRIA viele Mitglieder, so dass es im Jahre 1930 schon dreißig Ortslogen (Kollegien genannt) gab, zum anderen wurde das System zur Grundlage beinahe aller amerikanischen okkulten Logen des zwanzigsten Jahrhunderts (z. b. der Builders of the Adytum).
Als George Winslow Plummer im Jahre 1944 starb, übernahm seine Witwe Gladis Plummer die Führung des Ordens, die innerhalb des Ordens unter dem Namen Mutter Serena bekannt war. Nach ihrem Tod im Jahre 1989 übernahm ihre Schwester Lucia Grosch die Ordensleitung, die sie auch noch heute ausübt.